# Rafael Cortés Elvira
Rafael Cortés Elvira (Madrid, 11 de enero de 1953) es un profesor y político español.

## Biografía
Doctor en Ciencias Químicas por la Universidad Complutense de Madrid, en 1978 inició su labor docente impartiendo clase en la Facultad de Informática de la Universidad Politécnica de la capital, de la que llega a ser Vicerrector.
Comienza a militar en el Partido Socialista Obrero Español en 1974, aunque actualmente no forma parte de ninguna formación política. En la década de 1980 da el salto a la política activa ocupando el cargo de Director del Gabinete del Consejero de Educación de la Comunidad de Madrid en el Gobierno de Joaquín Leguina.
Entre los el 24 de octubre de 1987 y julio de 1993 fue director general de Deportes en el Ministerio de Educación y Ciencia y entre 1993 y 1996, fue Secretario de Estado para el Deporte, coincidiendo en esos cargos con el hito de los Juegos Olímpicos de Barcelona 1992. Tras la derrota del PSOE en las elecciones de 1996, retornó al mundo académico y empresarial.
Fue director general de la Central de Medios Carat y posteriormente Rector de la Universidad Camilo José Cela de Madrid (2003-2012), cuando a esta institución le fue concedido el Premio Nacional del Deporte, entre otros reconocimientos.
En su experiencia empresarial, ha sido miembro de la Comisión Nacional del Juego, Consejero del Organismo Nacional de Loterías y Apuestas del Estado, Consejero de AVIACO del Grupo Iberia, Consejero de Transmediterránea, Asesor del Gobierno de Uruguay, Miembro del Consejo de Administración de Globalia, Consejero del grupo Santa Monica Sport, Presidente del Círculo Empresarial de Ahorro y Eficiencia Energética y Miembro del Consejo de Universidades. 
Además, ha sido consultor de diversas empresas y entre ellas: Grupo Globalia Accenture, Telefónica, Gas Natural, Panrico, Wurtz, Auditores Asociados de Galicia, Obras Generales del Norte. S.A. y Consultor de Naciones Unidas para el desarrollo de programas deportivos en Iberoamérica.
En la actualidad es Presidente Honorario del Consejo Iberoamericano del Deporte y Presidente de Honor de la Fundación del Tenis Español, Miembro del Comité Olímpico Español (COE). 
Ha sido condecorado en numerosas ocasiones: Encomienda de Número de la Orden de Isabel La Católica; Medalla de oro de la Orden del deporte Español; Oficial de la orden Bernardo de O’Higgins (Chile) y Simón Bolívar (Bolivia); medallas al mérito deportivo de Uruguay y Polonia; Orden Olímpica del Comité Olímpico Internacional; Orden Olímpica del Comité Olímpico Español; Medalla al Mérito Deportivo de la Ciudad de  Barcelona; Caballero de Mérito de la Orden Constantiniana de San Jorge; Caballero de la Orden del Monasterio de Yuste; Caballero de la Orden del Camino de Santiago; Medalla al Mérito Turístico del Gobierno Español; Premio al Mejor Dirigente Deportivo 1992 de la Asociación Nacional de Informadores Gráficos; Premio Juan de la Llera: Máster Internacional en Dirección de Empresas; Máster de Oro del Forum de Alta Dirección; Premio Ciudad de Palma de Mallorca del Deporte; Medalla de Oro y Brillantes de numerosos clubes y federaciones deportivas españolas e internacionales y Medalla de Honor de la Sociedad Española de Criminología y Ciencias Forenses.